# Schloss Batthyány (Rudersdorf)

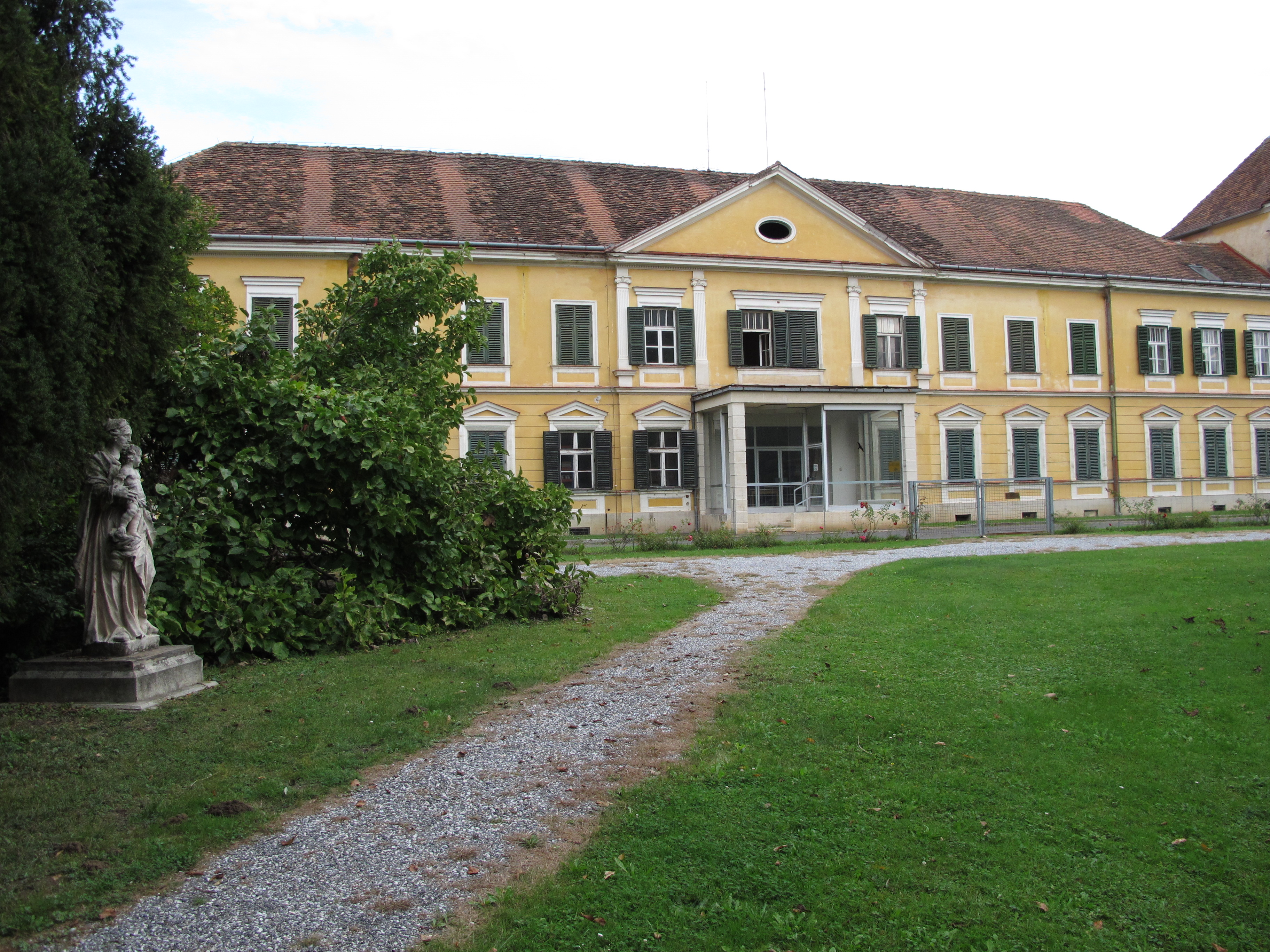
Schloss Batthyány

Das Schloss Batthyány liegt in der Gemeinde Rudersdorf im Bezirk Jennersdorf im österreichischen Bundesland Burgenland. Der ursprünglich als herrschaftlicher Meierhof errichtete Bau erlebte mehrere Eigentümerwechsel und gehört seit 1920 zu einer benachbarten Textilfabrik, die das Gebäude lange als Verwaltungssitz nutzte. Trotz zahlreicher Umbauten steht das Gebäude unter Denkmalschutz (Listeneintrag).

## Lage und Umgebung
Der Schlossbau liegt am südlichen Ortsrand von Rudersdorf, etwa 100 m von der in Nordwest-Südost-Richtung querenden Gleisdorfer Straße (B65) entfernt. Seine Hauptfront ist mehr oder weniger parallel zum Straßenverlauf ausgerichtet und liegt hinter einem rund 1 ha großen Park mit zahlreichen hohen, großkronigen Bäumen. Südlich grenzt eine rund 13.000 m² große Fabrikshalle aus dem Ende des 20. Jahrhunderts an, die vom derzeitigen Eigentümer als Hauptproduktionsstätte seines Betriebes genutzt wird. Im Nordosten der Anlage liegen drei weitere Lager- und Fertigungshallen, im Nordwesten ein ca. 3.000 m² großer Parkplatz.
Auf der gegenüberliegenden Straßenseite des Parks liegt das Evangelische Schul- und Bethaus der Gemeinde. Dahinter verläuft der Lahnbach. Am Nordende der Parkanlage schließt die Hintergasse an, in deren Zentrum ca. 250 m weiter nordwestlich ein kleiner angerförmiger Platz mit Katholischer Pfarrkirche und Gemeindeamt liegt. 

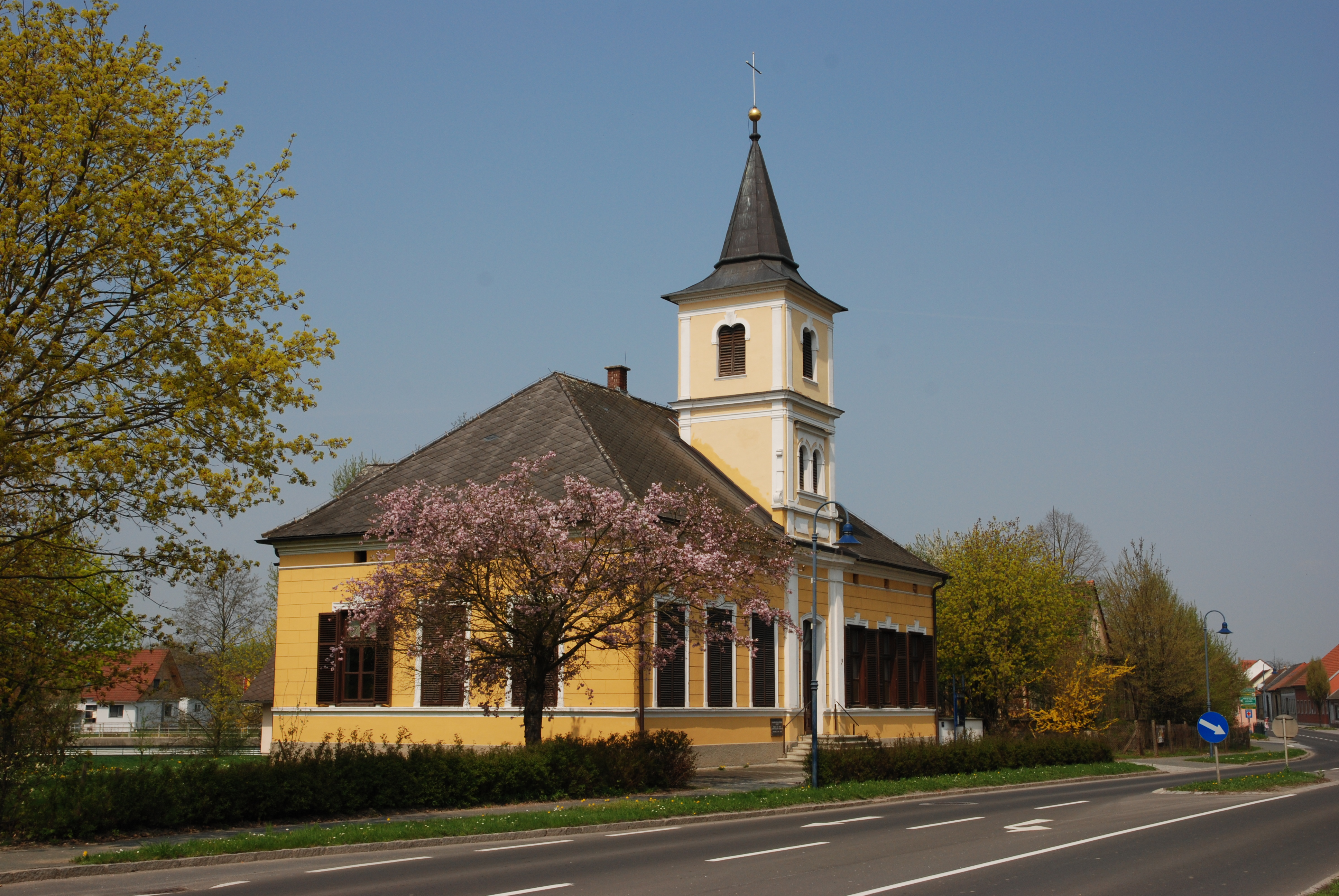
Evangelisches Gemeindehaus gegenüber des Parks
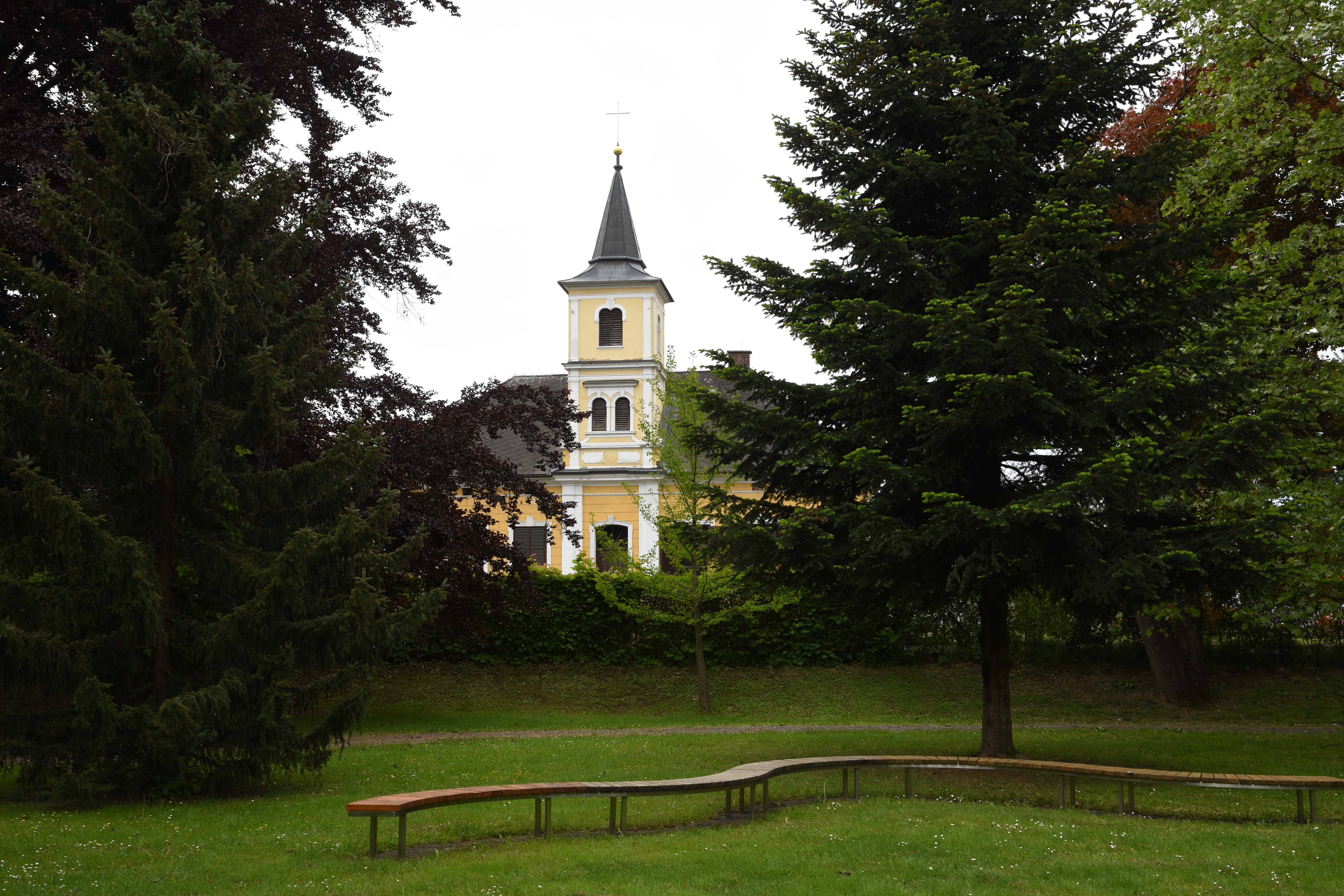
Schlosspark und Evangelisches Gemeindehaus
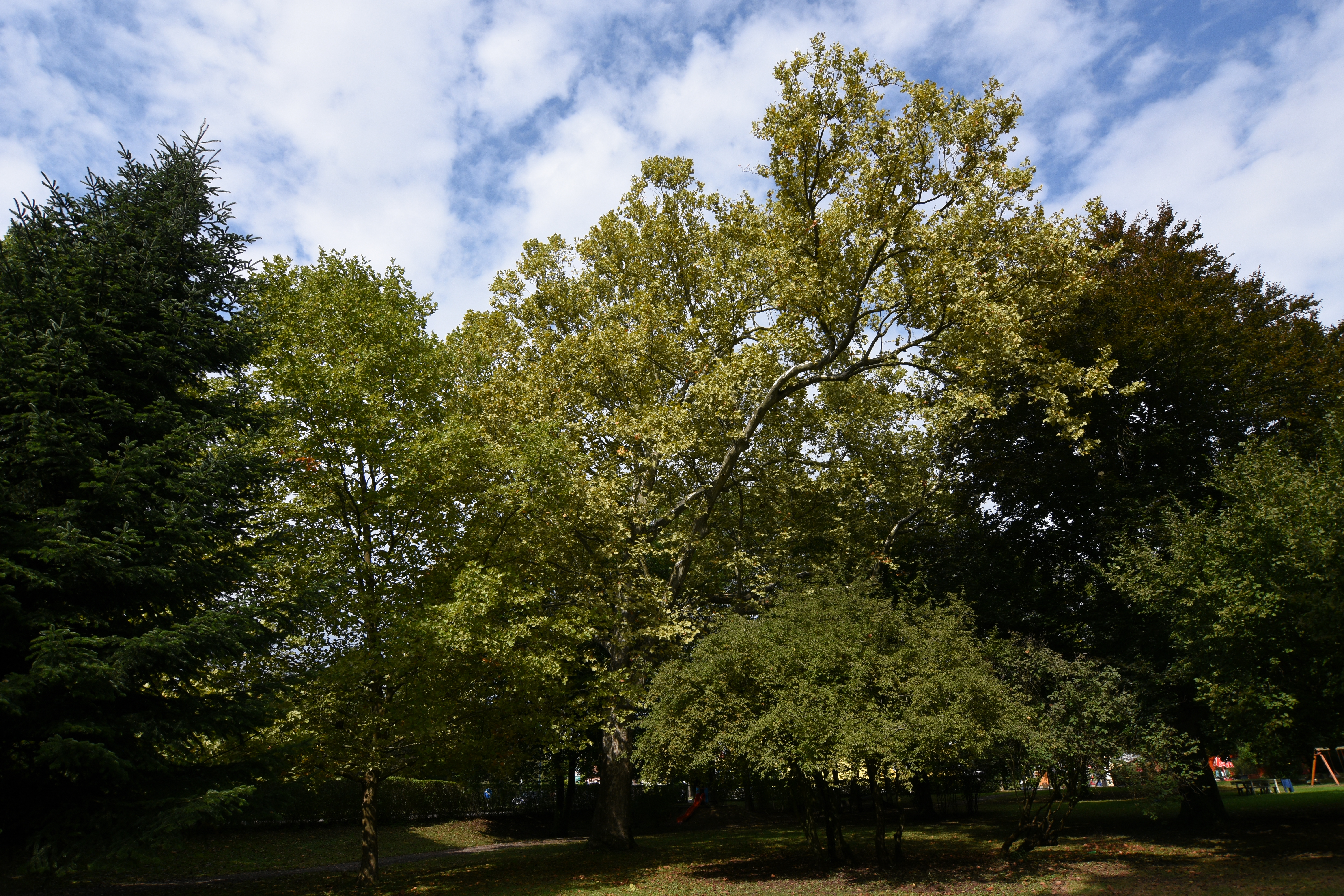
Platane im Schlosspark
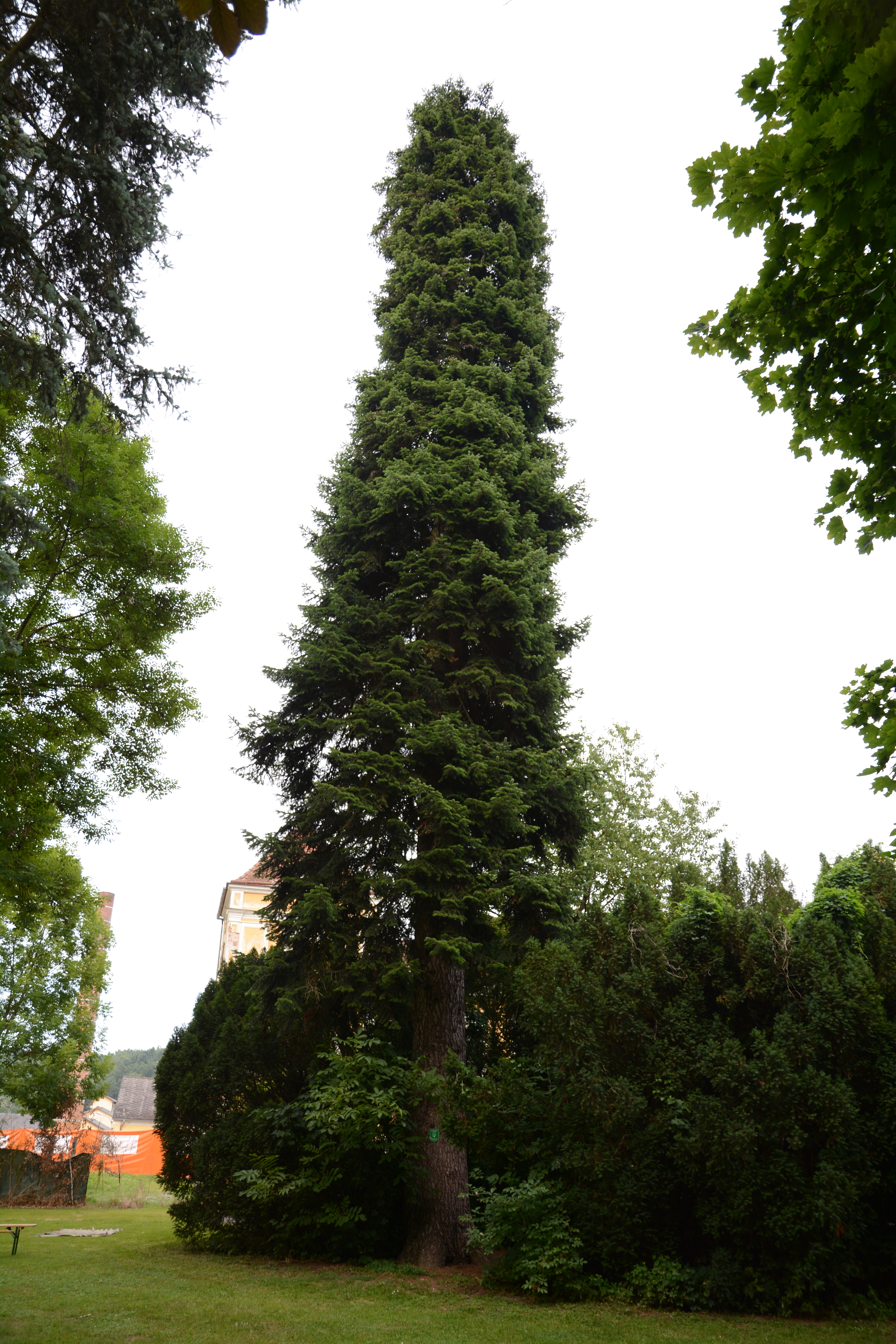
Tanne im Schlosspark
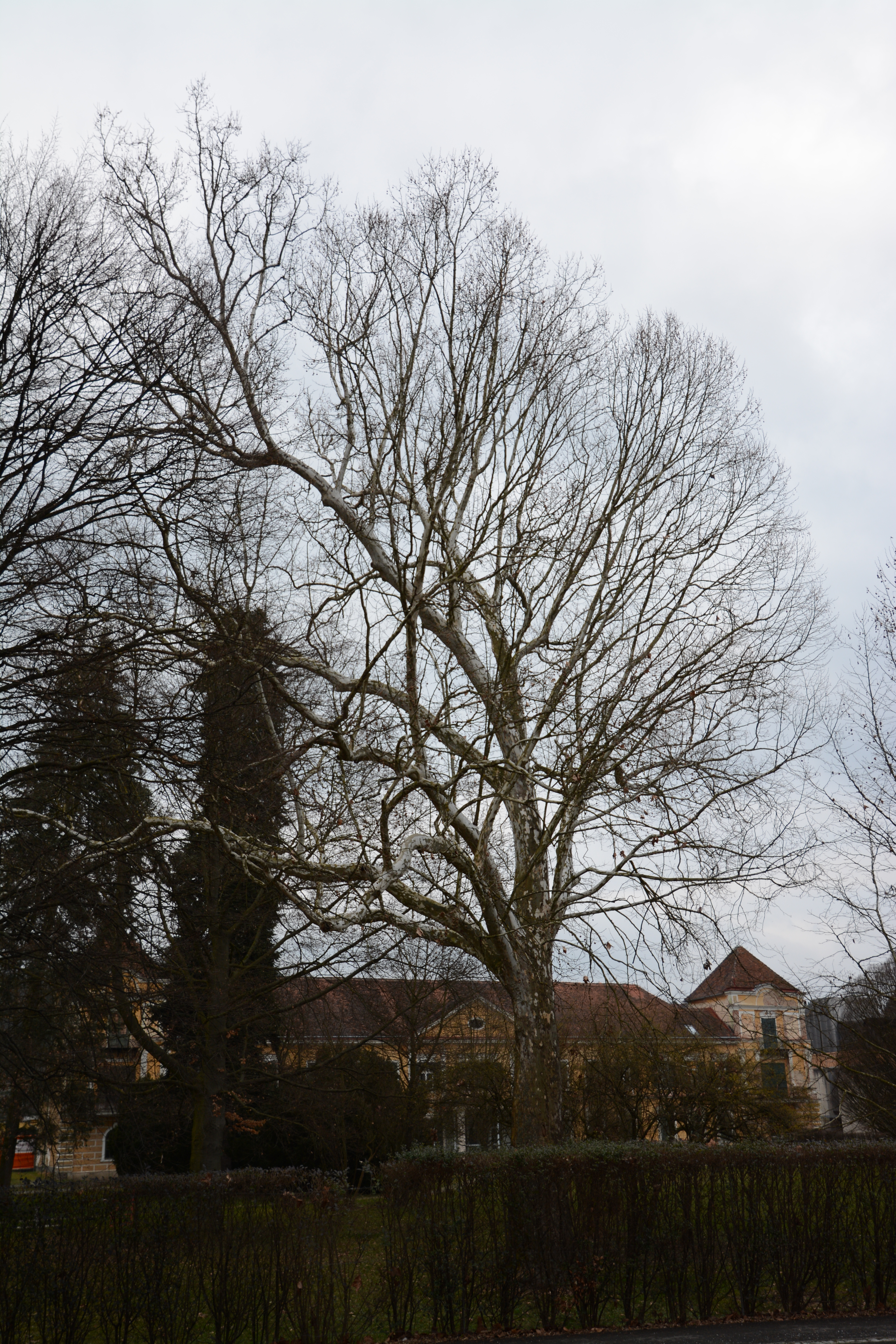
Schloss und Schlosspark

## Geschichte

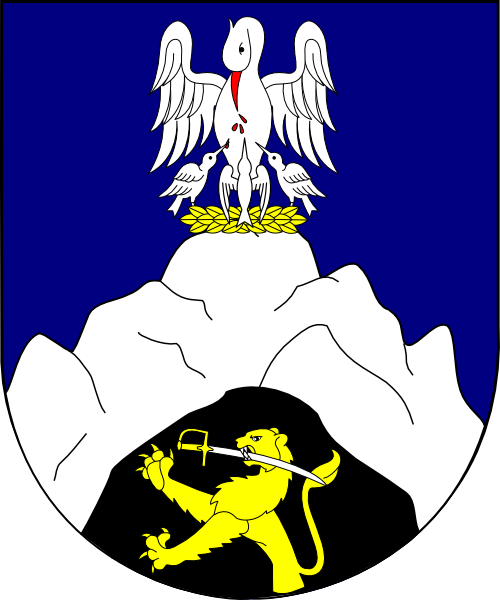
Das Hautwappen der namensgebenden Adelsfamilie Batthyány

Errichtet wurde das Gebäude um 1750 als herrschaftlicher Gutssitz für den Begründer der sogenannten Pinkafelder Linie der Batthyány, Graf Emmerich I. (1707–1774). Das weit verzweigte ungarische Magnatengeschlecht gehörte zu den bedeutendsten Adelshäusern der Habsburgermonarchie. Es teilte seine Besitzungen im Zuge von Erbschaften immer wieder unter seinen Familienmitgliedern auf, weshalb vor allem die Nebenlinien der Familie zahlreiche einzelne Gutskomplexe mit herrschaftlichen Ansitzen im damaligen Deutschwestungarn errichten ließen. Emmerichs Enkel Stefan I. (1786–1865) verkaufte den ursprünglich aus einem ebenerdigen Herrenhaus mit Meierhof bestehenden Gebäudekomplex an den Wiener Notar Florian Fischer. Zuvor hatte Stefan bereits nahe gelegene Äcker an einen Rudolf Fink verkauft, der in der Hauptstraße 35 das bis heute bestehende, denkmalgeschützte Fink-Haus im Jugendstil errichten ließ.
Notar Fischer verkaufte das Gut an die Grafen Kornisch, die um 1890 an den Enden der Südwestfassade die heute noch bestehenden Ecktürme anbauen ließen. In den nächsten zwei bis drei Jahrzehnten wechselte das Schloss mehrfach den Besitzer. Zuerst erwarb es ein General Smrecsanyi, dann ein Leutnant Breiner, und schließlich der Offizier Hans Mansfeld, der darin eine Anstalt für minderbegabte Kinder einrichten ließ. Anschließend landete das Gebäude im Besitz der Sparkasse Szentgotthárd und stand einige Zeit leer. 1917 erwarben die Kaufleute Karl und Hermann Sattler schließlich das Schloss und ließen es bis 1920 zur Betriebsstätte für ihre mechanische Leinenweberei August Sattlers Söhne umbauen.
Seit der Übersiedlung des Betriebes in die im Südosten angrenzende neue Fabrikshalle der Firma Sattler im Jahr 1990 steht das Schloss leer. Pläne es in eine „Second Hand Shopping Mall“ umzubauen, scheiterten an der Finanzierung.

## Architektur
Das Schloss besteht aus einem zweigeschoßigen Bau auf hakenförmigem Grundriss. Seine südwestseitige, zwölfachsige Hauptfront mit dreigeschoßigen Ecktürmen verfügt über einen dreiachsigen Giebelrisaliten, dessen Portal im 20. Jahrhundert ein gläserner Erker vorgebaut wurde. Während die Hauptfassade mit ihren Ecktürmen über zahlreich historische Zierelemente verfügt, ist die Südostseite des Gebäudes relativ schmucklos gestaltet. Die im rechten Winkel zueinander stehenden Südwest- und Südostflügel verbindet eine große Halle aus der Zeit des Umbaus zwischen 1917 und 1920. Deren Nordostfront wurde in der zweiten Hälfte des 20. Jahrhunderts eine weitere Halle vorgebaut.
Im Garten der Anlage wurde 1925 eine neugotische Gruftkapelle zum Hl. Kreuz errichtet. Ebenfalls im Park vorhanden sind eine steinerne Muttergottesstatue im Barockstil und ein Gedenkstein für die im Zweiten Weltkrieg gefallenen und vermissten Mitarbeiter des Textilbetriebes.